# São Manuel (São Tomé)
São Manuel é uma aldeia de São Tomé e Príncipe, localiza-se no Distrito de Lembá, ilha de São Tomé, próxima às localidades de Santa Catarina e de Rio Ave.